# Leucosolenida
Los leucosolénidos (Leucosolenida) son un orden de esponjas de la clase Calcarea. Las especies de este orden tienen un esqueleto calcáreo compuesto exclusivamente de espículas libres sin refuerzos espiculares calcificados.